# Tcsh
TCSH je Unixový shell založený na kompatibilitě s příkazovým procesorem C shell (csh). Je to v podstatě C shell s programovatelným dokončováním příkazové řádky, editací příkazové řádky a několika dalšími funkcemi.

## Historie
Písmeno T ve zkratce tcsh vzešlo z T ze slova TENEX, operačního systému, který inspiroval Kena Greera na univerzitě Carnegie Mellon svou funkcí automatického doplňování příkazů k vytvoření tcsh. Greer začal pracovat na svém kódu k implementaci doplňování jmen souborů ve stylu operačního systému TENEX v září 1975 a finální spojení s C shell provedl v prosinci 1981. Doplňování příkazů přidal v září 1983 Mike Ellis v A.I. laboratořích Fairchild. 3. října 1983 Greer publikoval zdrojový kód v diskuzní skupině net.sources.

Paul Placeway z Ohijské státní univerzity pokračoval v práci na něm v osmdesátých letech, a od té doby je udržován početnou skupinou lidí. Wilfredo Sanchez, bývalý vedoucí inženýr Mac OS X, pracoval na tcsh na začátku devadesátých let na MIT

## Významné funkce
- Historie příkazů
  - Vestavěná historie příkazů zobrazuje předešlé příkazy
  - Použití šipek nahoru a dolů na příkazové řádce umožňuje uživateli vybrat příkaz z historie pro jeho editaci nebo opětovné vykonání
  - Vyvolání předchozích příkazů pomocí příkazů historie
    - !! provede poslední vykonaný příkaz
    - !n provode n-tý vykonaný příkaz
    - !-n provede příkaz který byl proveden před n příkazy
    - !string provede poslední použitý příkaz který začíná řetězcem string
    - !?string provede poslední použitý příkaz který obsahuje řetězec string'

  - Použití historie při vytváření nových příkazů
    - !* – odkazuje na všechny argumenty z předchozího příkazu
    - !$ – odkazuje na poslední argument předchozího příkazu
    - !^ – odkazuje na první argument předchozího příkazu
    - !:n – odkazuje na n-tý argument předchozího příkazu
    - !:m-n – odkazuje na M-tý až N-tý argument předchozího příkazu
    - !:n-$ – Odkazuje na všechny argumenty od N-tého až po poslední z předchozího příkazu
- Editace příkazové řádky
- Automatické dokončování názvů souborů a proměnných v příkazové řádce
- Aliasy (možnost definovat alias příkazu pro automatický výběr argumentů a použít ho pro příkaz na který odkazuje. Viz příklad níže). Tcsh je jediný příkazový shell který tuto funkci podporuje.
  - \!# – selektor pro všechny argumenty, včetně aliasu samotného; argument nemusí být dodán.
  - \!* – selektor pro všechny argumenty, s výjimkou samotného aliasu; argument nemusí být dodán.
  - \!$ – selektor pro poslední argument; argument nemusí být dodán, ale pokud není dodán, pak jméno aliasu je považováno za poslední argument
  - \!^ – selektor pro první argument; argument musí být dodán.
  - \!:n – selektor pro n-tý argument; argument musí být dodán; n=0 odkazuje na jméno aliasu/příkazu .
  - \!:m-n – selektor pro m-tý až n-tý argument; argumenty musejí být dodány.
  - \!:n-$ – selektor pro všechny argumenty od n-tého až po poslední; musí být dodán alespoň jeden argument.

```
#Alias příkazu 'cd'. Pokud změníte složku, je automaticky vypsán její obsah.
alias cd 'cd \!* && ls'

```

- Zástupné symboly

```
if ("$input" =~ [0-9]*) then
  echo "input začíná číslem"
else
  echo "input nezačíná číslem"
endif

```

- Řízení úloh (job control)
- Vestavěný příkaz where. Pracuje jako příkaz which ale zobrazuje všechny umístění cílového příkazu ve složce specifikované v $PATH, nikoliv pouze ten který bude použit.

## Nasazení
První verze systému Mac OS X byly dodávány s tcsh jako výchozím shellem, ale od verze 10.3 je pro nové účty výchozí bash (tcsh je stále poskytován a upgrade OS nemění shell žádného existujícího účtu). Tcsh je výchozí shell roota pro systém FreeBSD (výchozí uživatelský shell je založen na POSIX) a jeho potomky, jako jsou DragonFly BSD a DesktopBSD.